# Pistolet maszynowy Scorpion EVO 3
Scorpion EVO 3 – czeski pistolet maszynowy.
W 2002 roku rozpoczęto na Słowacji pracę nad nowoczesnym pistoletem maszynowym. Otrzymał on nazwę Laugo. Po kilku latach prawa do konstrukcji nabyły czeskie zakłady zbrojeniowe Česká Zbrojowka Uherský Brod (CZUB). Nowy właściciel kontynuował prace nad rozwojem słowackiego peemu. W 2009 roku miała miejsce prezentacja dopracowanych prototypów. Jednocześnie pistolet maszynowy otrzymał nowa nazwę Scorpion EVO 3. Nawiązuje ona do produkowanego przez CZUB pistoletu maszynowego Sa vz.61 Škorpion.

## Opis
Scorpion EVO 3 jest bronią samoczynno-samopowtarzalną działająca na zasadzie odrzutu zamka swobodnego. Strzela z zamka zamkniętego. Komora zamkowa EVO 3 wykonana jest z polimerów. Mechanizm uderzeniowy kurkowy, przełącznik rodzaju ognia-bezpiecznik skrzydełkowy, obustronny. Mechanizm spustowy umożliwia strzelanie ogniem pojedynczym, seriami trójstrzałowymi i ogniem ciągłym. Zasilanie z dwurzędowych magazynków z dwupozycyjnym wyprowadzeniem o pojemności 20 lub 30 nab. Magazynki wykonane są z polimeru. Gniazdo magazynka u spodu komory zamkowej, przed chwytem pistoletowym. Kolba składana na bok broni, polimerowa. Lufa zakończona szczelinowym tłumikiem płomienia. EVO 3 wyposażony jest w cztery szyny zgodne ze standardem MIL-STD-1913. Na grzbietowej szynie standardowo mocowane są mechaniczne przyrządy celownicze składające się z muszki w osłonie i celownika przeziernikowego.